# Naturschutzgebiet Rotbach
Koordinaten: 50° 25′ 36″ N, 6° 29′ 34″ O

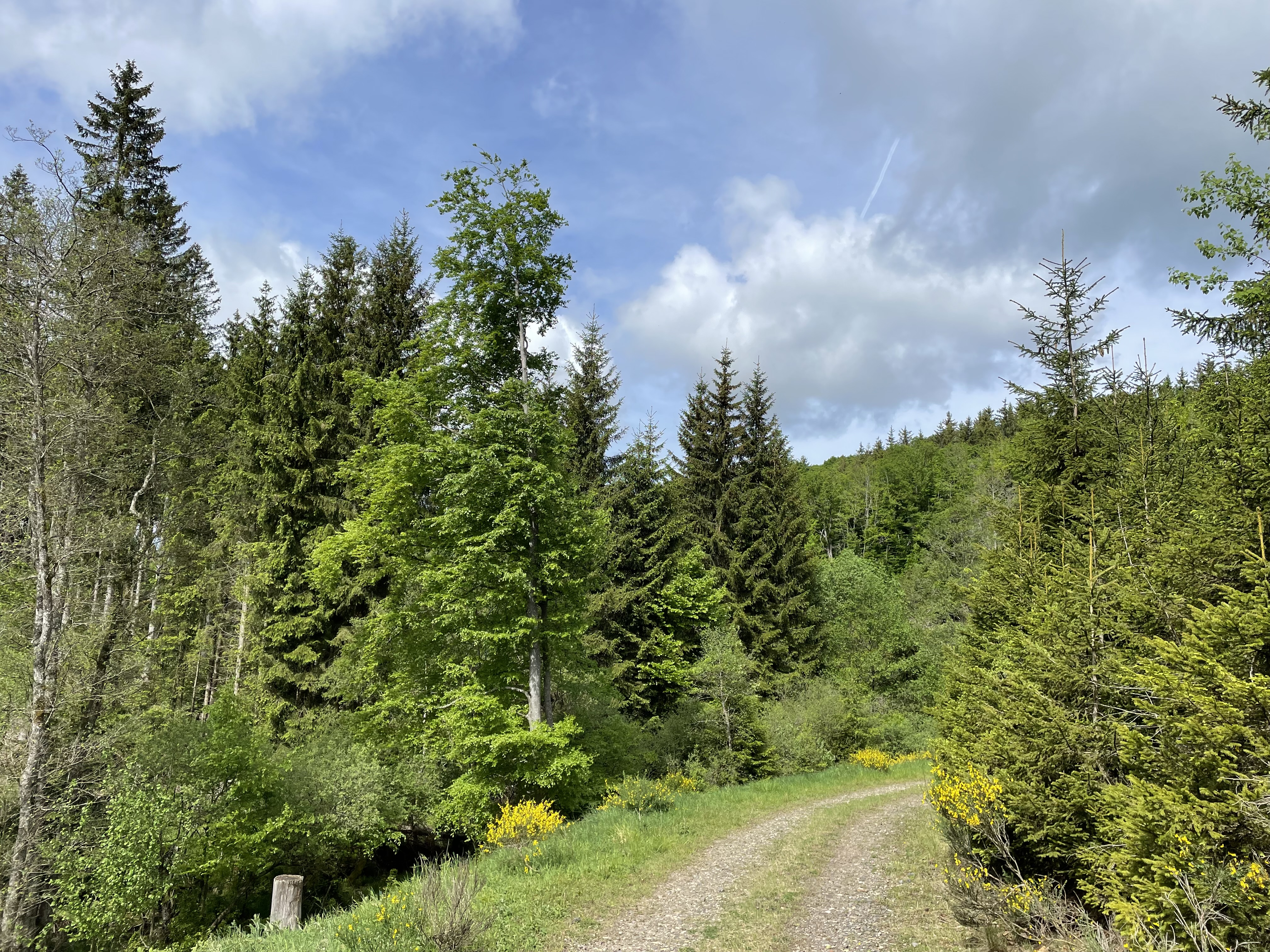
Naturschutzgebiet Rotbach

Das Naturschutzgebiet Rotbach liegt auf dem Gebiet der Gemeinde Dahlem im Kreis Euskirchen in Nordrhein-Westfalen.
Das aus zwei Teilflächen bestehende Naturschutzgebiet erstreckt sich nordwestlich des Kernortes Dahlem und südlich von Oberschömbach. Südlich des Gebietes verläuft die Landesstraße L 110, nordöstlich erstreckt sich das 27,2 ha große Naturschutzgebiet (NSG) Bruchwälder im Forst Schmidtchen, östlich das 45,0 ha große NSG Obere Urft und südlich das 108,6 ha große NSG Simmeler Bach.
Der namensgebende Rotbach fließt über Pützbach, Wolferter- und Reifferscheider Bach zur Olef.

## Bedeutung
Das etwa 60,9 ha große Gebiet wurde im Jahr 2001 unter der Schlüsselnummer EU-078 unter Naturschutz gestellt. Schutzziele sind
- die Erhaltung und Optimierung eines Bachsystems vom Quellbach bis zum Mittellauf und
- Erhaltung und Optimierung von auentypischen Lebensräumen, hier insbesondere von Nasswiesen.[2]